# Andrena hoffmanni
Andrena hoffmanni är en biart som beskrevs av Embrik Strand 1915. Andrena hoffmanni ingår i släktet sandbin, och familjen grävbin. Inga underarter finns listade i Catalogue of Life.